# 29447 Jerzyneyman
29447 Jerzyneyman (1997 PY2) là một tiểu hành tinh vành đai chính được phát hiện ngày 12 tháng 8 năm 1997 bởi P. G. Comba ở Prescott.